# Li Hui (Tres Regnes)
En aquest nom xinès, el cognom és Li.
Li Hui (mort el 231 EC), nom estilitzat De'ang (德昂), va ser un ministre de Shu Han durant el període dels Tres Regnes de la història xinesa. En la novel·la històrica el Romanç dels Tres Regnes de Luo Guanzhong, Li Hui preveu la derrota de Liu Zhang així que va acabar lliurant-se a Liu Bei. Quan Ma Chao arriba en l'ajuda de Liu Zhang, Li Hui llavors persuadeix a Ma Chao per unir-se a Liu Bei. Li Hui va servir sota Shu durant les campanyes del nord i el sud dirigides per Zhuge Liang. En realitat, això no obstant, Li Hui no hi era satisfet amb el regnat de Liu Zhang i malgrat les reiterades peticions Liu Zhang, Li Hui s'havia negat a servir en el seu govern romanent com un simple civil. Després que Liu Bei s'havia convertit en el governant local, Zhuge Liang convidà a Li Hui a servir sota Liu Bei, i com Li Hui admirava tant a Liu Bei com a Zhuge Liang, va acceptar i se li va assignar un lloc important en el règim de Liu Bei.
Durant la Campanya del Sud de Zhuge Liang, Li Hui va ser assignat per atacar Jianning (建寧) des de Pingyi (平夷) marxant pel sud-oest sobre el front central, mentre Ma Zhong dirigia un exèrcit més gran pel front oriental, i la força principal a la part del front occidental era dirigit personalment pel mateix Zhuge Liang. L'exèrcit de Li Hui, això no obstant, va ser envoltat a Kunming per les forces rebels que eren superiors en nombre, i des de fa algun temps ell no sabia del parador de Zhuge Liang per demanar reforços. Coneixent la importància de l'esforç de lligar a l'enemic per evitar que es reforçaren altres rebels en els fronts oriental i occidental, Li Hui no només va resistir amb èxit a Kunming, sinó que també participà activament en escometre constantment als rebels, sent així que l'enemic no va poder desviar la seva força per reforçar els altres dos fronts.
Per a una millor administració de la regió després del final de la Campanya del Sud de Zhuge Liang, la regió es va dividir en quatre regions governants en compte de l'única original, i Li Hui va ser nomenat governador de les noves regions governants. El nebot de Li Hui, Li Qiu (李球), es va convertir en el Comandant de la Dreta (羽林右部督) dels Escortes Imperials per a Liu Shan i va morir en l'última batalla defenent Shu Han amb Zhuge Zhan, Huang Chong, Zhang Zun i Zhuge Shang en el 263.